# Lajes do Pico (freguesia)
Lajes do Pico es una freguesia portuguesa del concelho de Lajes do Pico, con 52,83 km² de superficie y 1.780 habitantes (2001). Su densidad de población es de 33,7 hab/km².